# Sigmophora bilobata
Sigmophora bilobata är en stekelart som först beskrevs av Girault 1929.  Sigmophora bilobata ingår i släktet Sigmophora och familjen finglanssteklar. Inga underarter finns listade i Catalogue of Life.